# Cheval en Arménie
Le cheval en Arménie (arménien : ձի / dzi), présent au paléolithique, est élevé dès l'Antiquité, le pays devenant exportateur du célèbre Nisaen. Du fait de sa position géographique, l'Arménie favorise ensuite la transmission de connaissances hippiatriques entre le monde musulman et le monde occidental. 
Utilisé de longue date dans l’agriculture et pour les transports, le cheval voit son élevage encouragé jusqu'au début du XXe siècle, mais est devenu relativement rare à l'époque moderne, avec un cheptel de 12 222 têtes environ en 2017. La souche locale est caractérisée par un modèle léger et un pied sûr, adapté aux régions montagneuses.

## Histoire
Le territoire arménien est connu pour avoir révélé des squelettes de chevaux paléolithiques, qui ont succédé à Equus stenonis. L'archéologie n'a cependant pas révélé la présence de chevaux après la glaciation de Würm, au début de l'holocène, sur le territoire arménien et plus largement dans le sud du Caucase. La population néolithique arménienne n'était donc pas en contact avec le cheval sauvage. 

### Premiers chevaux domestiques
Historiquement, l'Arménie fait partie des premiers territoires à avoir connu la domestication du cheval, laquelle est vraisemblablement survenue pour la première fois dans la steppe pontique. Les premiers contacts des populations locales avec des chevaux domestiqués ont pu se produire à la faveur de l'avancée de peuples indo-européens issus de ou influencés par la culture de Botaï, vers d'autres parties de l'Eurasie,. Le mot indo-européen désignant le cheval, *h₁éḱwos, en vient cependant à désigner l'âne sous la forme « Isuwa » en proto-arménien.
Depuis l'âge du bronze moyen jusqu'à la période classique, de multiples tombes à chevaux et foyers de peuplement utilisant le cheval sont trouvés sur le territoire arménien, en particulier à Lori Berd, Lchashen et Shirakavan,,. Les tombes féminines de l'âge du bronze final retrouvées dans la région de Shirak suggèrent que les femmes montent aussi à cheval, et tirent à l'arc.
Une tombe à tumulus monumentale avec un cheval enterré portant un anneau de bronze dans la bouche a été retrouvée sur le versant sud du mont Aragats, et le cheval daté à environ −2 120. Le squelette d'un homme de la fin de l'âge du fer, enterré avec son cheval sur le territoire de Shirakavan et présentant de multiples traumatismes notamment osseux, laisse à penser qu'il pratiquait régulièrement l'équitation,.

### Dans l'Antiquité
Les Hittites, peuple cavalier nomade, se déplacent du sud du Caucase vers l'Anatolie environ 2 000 ans av. J.-C.. L'élevage du cheval revêt ensuite un intérêt stratégique majeur pour le royaume d'Urartu, particulièrement dans les plaines d'Urmia : ces animaux sont à la fois attelés à des chars, et montés. Des cavaliers nomades tels que les Cimmériens et les Scythes traversent régulièrement le territoire arménien. Il semble avoir été très tôt exportateur de chevaux. Un siècle avant J.-C., les chevaux présents sur place sont le plus souvent de robe dun. Selon Strabon entre autres, l'Arménie est une terre d'élevage particulièrement réputée,. Selon Plutarque, l'armée de Tigrane compte des milliers de cavaliers.
Le Nisaen, premier cheval oriental mentionné par des sources écrites, semble avoir été élevé dans l'Antiquité, dans la mesure où les satrapes d'Arménie devaient envoyer chaque année 20 000 poulains au roi perse, pendant les fêtes de Mithra. Le Nisaen d'Arménie semble avoir présenté le type du cheval des montagnes d'Asie. Il est également possible que les chevaux arméniens soient proches de ceux des Assyriens. L'origine mongole, discutée, n'est pas défendable selon l'historien Wiliam Ridgeway.
Si l'influence des conquêtes d'Alexandre le Grand sur la satrapie d'Arménie est discutée, il est néanmoins possible que l'intérêt des Thessaliens pour l'élevage des chevaux ait laissé des traces localement.

### Depuis le Moyen Âge

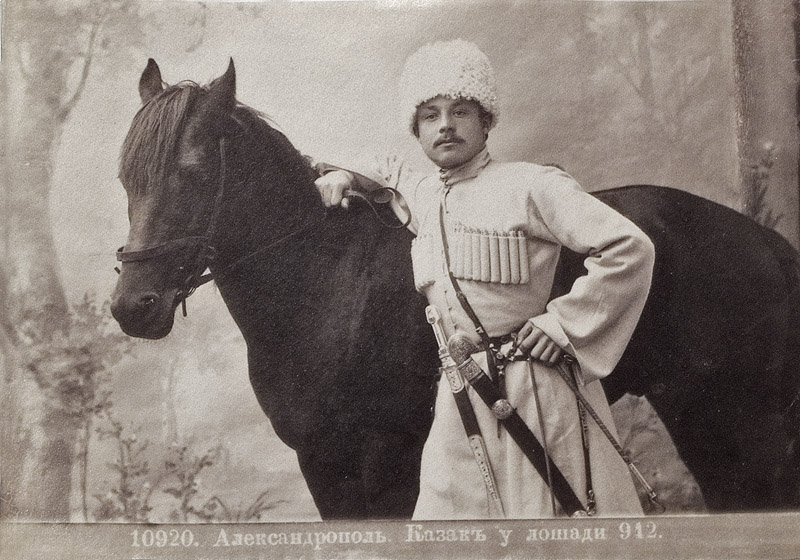
Cosaque avec son cheval à Alexandropol.

Au Moyen Âge, l'Arménie joue un rôle dans la transmission des connaissances issues des traités d'hippiatrie arabe vers l'Occident chrétien, du fait de sa position géographique et du recours à la traduction, en particulier pendant les Croisades. L'aire d'élevage du cheval Turcoman s'est étendue jusqu'à l'Arménie. Durant leur invasion médiévale de l'Europe, les nomades Mongols se sont peut-être fournis localement en chevaux de plus grande taille.
Jusqu'au début du XXe siècle, l'élevage de chevaux fait l'objet de structuration et d'encouragements.
Durant les années 1940, un citoyen américain introduit une pouliche de couleur pie acquise dans un village arménien, dans un village turc adjacent à la frontière, donnant naissance à la race de l'Alaca. 
Les autorités soviétiques développent une nouvelle race de chevaux entre 1935 et 1950 dans les districts de Kalinin et Stepanavan, avec des étalons ardennais en croisement et quelques étalons trotteurs russes, sur des juments indigènes, pendant plusieurs générations. La race de selle et de trait léger qui émerge de ces croisements s'adapte aux conditions locales.
Le nombre de chevaux en Arménie a continuellement décru au XXIe siècle, l'élevage étant pratiqué de façon privée par des agriculteurs.

## Pratiques et usages
Les chevaux d'Arménie sont utilisés pour les travaux agricoles et le transport depuis longtemps.

## Élevage

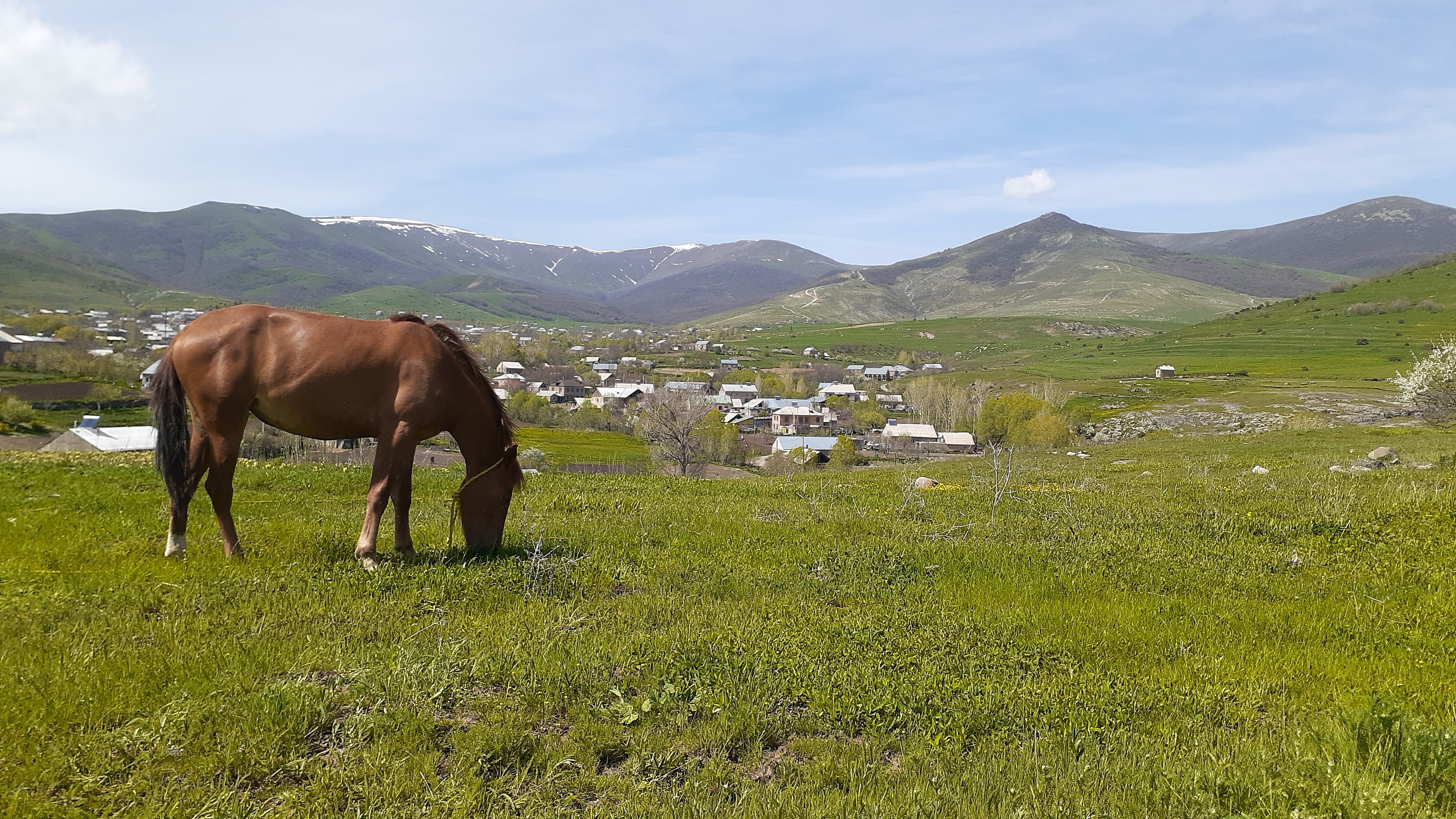
Cheval broutant près de Buzhakan.

Chris J. Mortensen indique sur la base des données de la FAO la présence d'un cheptel de 11 686 têtes en 2014, tandis qu'en 2017, dans l'ouvrage Equine Science, la population chevaline arménienne est estimée à 12 222 têtes, ce qui représenterait 0,02 % de la population chevaline mondiale. 

### Races élevées
La base de données DAD-IS ne recense aucune race de chevaux particulière élevée en Arménie. Les chevaux élevés dans ce pays sont vraisemblablement de la souche locale, sélectionnée sur place. Ils présentent un modèle léger et musclés, sont sûrs de pied et adaptés aux terrains accidentés.

### Maladies et parasitisme
La présence de l'herpèsvirose équine de type 1 (HVE1) au nord-est de la Turquie en 2015 laisse à supposer la présence de ce virus également en Arménie.

## Dans la culture

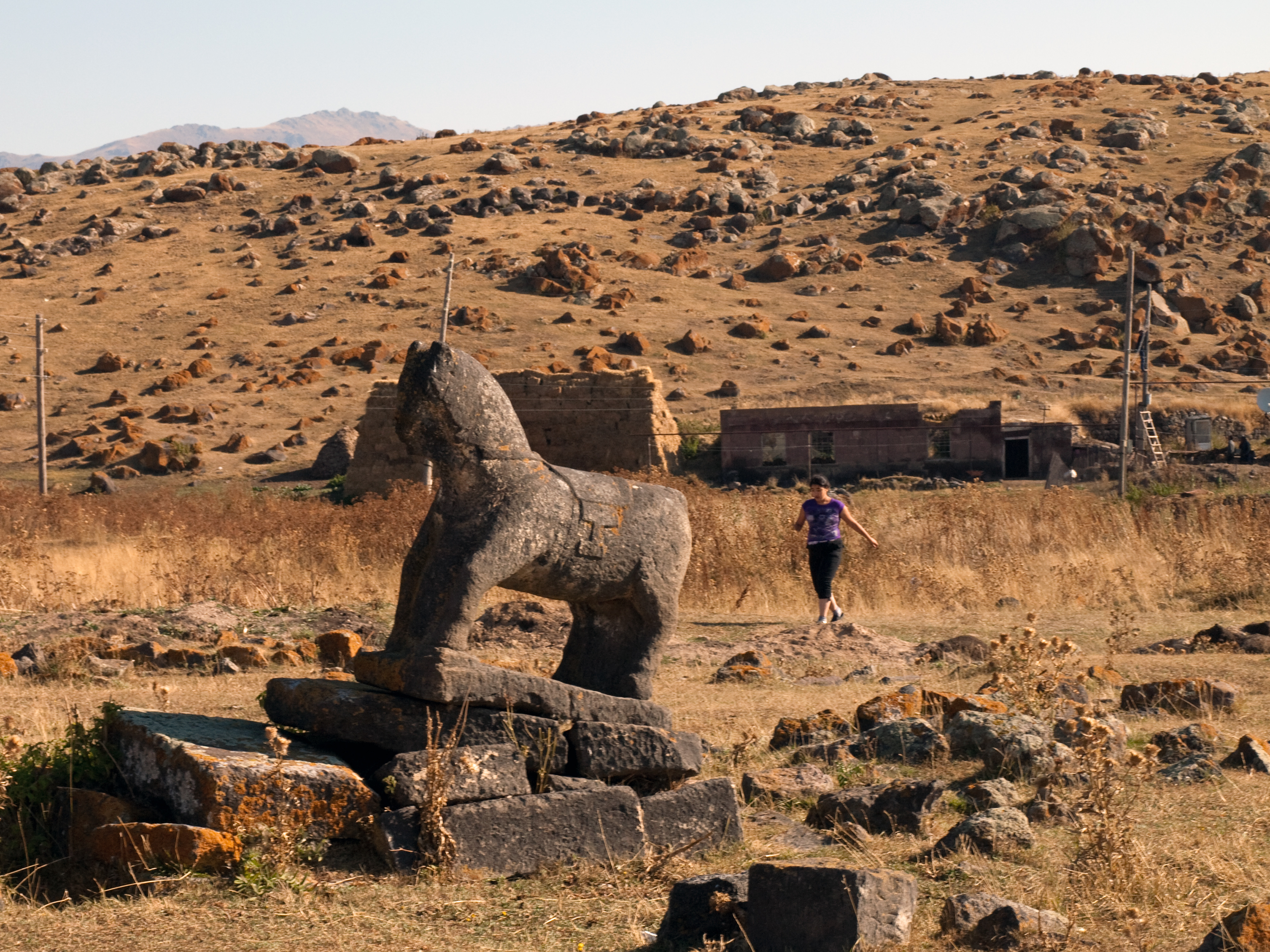
Pierre tombale arménienne en forme de cheval harnaché.

Par comparaison à des pays voisins, notamment la Perse et la Grèce antique, le cheval joue un rôle mineur dans les traditions populaires, les croyances et la littérature de l'Arménie. Cette culture équestre semble influencée par les Urartéens, et plus tard par la culture iranienne et grecque. À partir du VIIe siècle, ce sont les traditions arabes qui ont de l'influence, avant d'être remplacées par la chevalerie européenne. 
Ces influences se retrouvent dans l'hippologie, la terminologie et la littérature arméniennes. Les plus anciennes occurrences d'une terminologie relative à la couleur du cheval se retrouvent dans une traduction de la Bible en arménien classique. 